# Robert Bárány
Robert Bárány (ur. 22 kwietnia 1876 w Wiedniu, zm. 8 kwietnia 1936 w Uppsali) – austriacki lekarz pochodzenia węgiersko-żydowskiego, otiatra, laureat Nagrody Nobla za 1914 rok.

## Życiorys
Robert Bárány urodził się 22 kwietnia 1876 roku w Wiedniu jako najstarsze z sześciorga dzieci Ignáza Bárány’ego, żydowskiego urzędnika bankowego i zarządcy gospodarstwa rolnego oraz Marii Hock, córki znanego praskiego naukowca.
W młodości przebył gruźlicę kości wskutek czego kulał, jednak choroba wyzwoliła zainteresowanie medycyną. W 1900 roku obronił doktorat i podjął pracę w szpitalu miejskim we Frankfurcie nad Menem, zaś później pracował w klinice psychiatrycznej Emila Kraepelina, klinice chirurgicznej Carla Gussenbauera w Wiedniu i klinice laryngologicznej profesora Adama Politzera.
Zajmował się chorobami ucha, zwłaszcza rolą błędnika i móżdżku w utrzymywaniu równowagi ciała. Wprowadził wiele podstawowych metod badawczych do oceny zmysłu równowagi. Za prace nad fizjologią i patologią aparatu przedsionkowego otrzymał Nagrodę Nobla za 1914 rok, jednak z uwagi na toczącą się wówczas I wojnę światową zostało to ogłoszone dopiero rok później. Bárány jako lekarz-ochotnik zgłosił się na front wschodni, gdzie służył w Twierdzy Przemyśl. W 1915 roku po upadku twierdzy trafił do niewoli rosyjskiej, dlatego wiadomość o przyznaniu mu nagrody otrzymał przebywając jako jeniec wojenny w Turkiestanie. Po interwencji księcia Gustawa Adolfa, występującego w imieniu Międzynarodowego Czerwonego Krzyża Robert Bárány w 1916 roku został zwolniony z obozu jenieckiego i odebrał swoją Nagrodę Nobla z rąk króla Szwecji. W tym samym roku wrócił do Wiednia, jednak z powodu wielu ataków ze strony kolegów po fachu, zarzucających mu niekompletne odnoszenie się w swoich publikacjach do odkryć innych naukowców, na których teoriach, jak twierdzili, opierała się jego praca, postanowił wyjechać do Uppsali, aby objąć stanowisko dyrektora i profesora Instytutu Otologicznego tamtejszego uniwersytetu, gdzie pozostał do końca życia.
Pomimo ułomności fizycznej uprawiał czynnie tenis i wspinaczkę.

## Życie prywatne
W 1909 roku Robert Bárány poślubił Idę Felicitas Berger. Dwaj synowie Bárány’ego i Berger, farmakolog Ernst Barany (1910–1991) i gastroenterolog Franz Barany (1910–1991) oraz córka, psychiatra Ingrid Barany Gifford (1918–2003) podobnie jak ojciec zostali znanymi lekarzami.
W ostatnich latach życia Bárány doznał wielokrotnego udaru mózgu, którego konsekwencją był częściowy paraliż. Zmarł 8 kwietnia 1936 roku w Uppsali.